# Arthur Porritt
Arthur Espie Porritt (født 10. august 1900 i Wanganui, død 1. januar 1994 i London) var en newzealandsk atlet som deltog i de olympiske lege 1924 i Paris.
Porritt vandt en bronzemedalje under OL 1924 i Paris. Han kom på en tredjeplads i disciplinen 100 meter bagefter Harold Abrahams fra Storbritannien og Jackson Scholz fra USA.